# أندرو ماسون
أندرو ماسون (16 مارس 1979 - ) (بالإنجليزية: Andrew Mason)‏ هو لاعب كريكت بريطاني.